# Mastif pirenejski
Mastif pirenejski (oryginalna nazwa mastín del Pirineo) – rasa psa zaliczana do grupy molosów w typie górskim, wyhodowana w Hiszpanii do strzeżenia i zaganiania owiec. Współcześnie użytkowana również jako pies obronny i pies-towarzysz.

## Rys historyczny
Psy tej rasy pochodzą najprawdopodobniej od masywnych, azjatyckich psów pasterskich, których zadaniem była obrona i pilnowanie stad zwierząt przed atakami drapieżników. Na Półwysep Iberyjski zostały sprowadzone około 3000 lat temu przez Fenicjan. Dzielono je wówczas na:
- mastify z Nawarry
- mastify z Aragonii
- mastify z Kastylii
- mastify z La Manchy
- mastify z Estremadury
- mastify z León
- mastify pirenejskie.

Mastif hiszpański pochodzi z południowych zboczy Pirenejów.
Mastif istniał w Hiszpanii już najprawdopodobniej w czasach przedchrześcijańskich. Słowo mastin ma dwa źródła. Pierwsze wywodzi się z łacińskiego słowa masuentus oznaczającego tyle, co oswojony, łagodny, udomowiony. Drugim źródłem nazwy jest również łacińskie słowo mastibe oznaczające pasterza stad. Fakt ten, świadczyć może o bardzo starym pochodzeniu mastifa.
Pierwsze wzmianki dotyczące mastifa iberyjskiego pojawiają się już u Wergiliusza pomiędzy 70 a 19 rokiem p.n.e. (wskazówki na temat odżywiania), a następnie u Pliniusza Starszego około 23–79 roku n.e., czy u Collumelli w I wieku n.e.
Około roku 1946 Hiszpanie zaczęli kojarzyć między sobą poszczególne typy mastifa. Psy, które charakteryzowały się krótkim włosem skojarzono z mastifem hiszpańskim, a długowłose z rasą mastif pirenejski. Chociaż pierwotnie chodziło o tego samego psa, rasa została podzielona na francuskiego pirenejskiego psa górskiego i hiszpańskiego mastifa pirenejskiego.

## Wygląd

### Budowa
Bardzo duży pies ponadprzeciętnego formatu, proporcjonalnie i harmonijnie zbudowany, wybitnie silny i muskularny, o mocnym kośćcu i niezbyt długiej sierści.

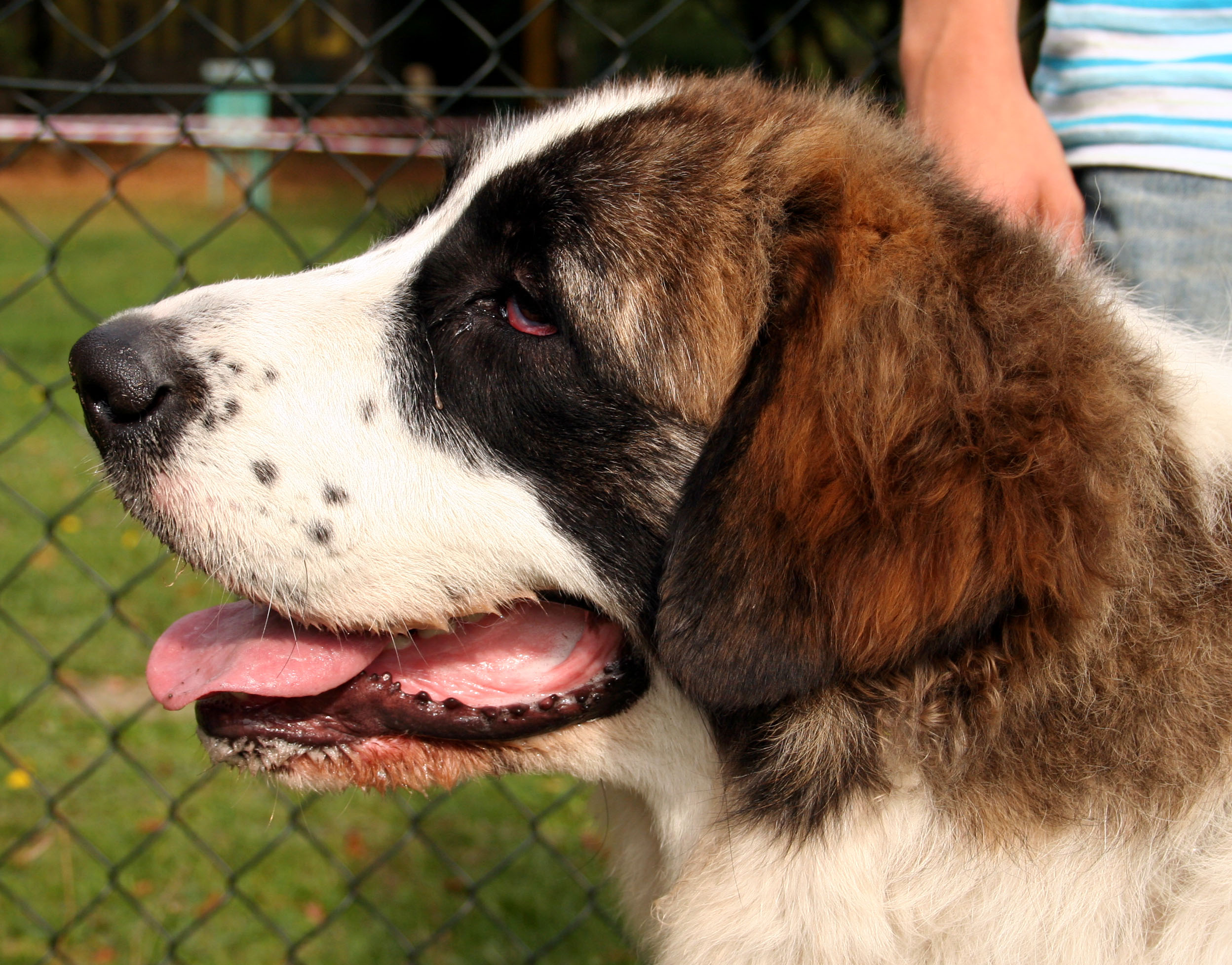
Głowa mastifa pirenejskiego

Masywny i mocny pies. Długość tułowia jest tylko trochę większa niż wysokość w kłębie. Klatka piersiowa bardzo pojemna i muskularna. Kłąb dobrze zaznaczony, grzbiet mocny. Psy tej rasy mają silne, grube nogi oraz szerokie, niezbyt wielkie łapy o twardych podeszwach i zwartych, łukowato wysklepionych palcach. Głowa duża i mocna, umiarkowanie długa, z lekko zaokrągloną czaszką. Proporcje mózgoczaszki do kufy wynoszą 5:4. Nos duży, szeroki i czarny. Opadające trójkątne uszy są spiczasto zakończone i płasko zwisające.

### Szata
Sierść gruba, gęsta, umiarkowanie długa, nieco dłuższa wokół szyi. 

### Umaszczenie
Psy tej rasy są przeważnie koloru białego, zawsze z dobrze zaznaczoną maską wokół oczu (zazwyczaj w kolorach: szarym, czarnym, złotożółtym bądź beżowym). Głowa jest ubarwiona symetrycznie.

## Zachowanie i charakter
Mastif pirenejski jest psem spokojnym, posłusznym i inteligentnym. Chętny do pilnowania. Wobec obcych jest stosunkowo nieufny i czujny.

## Klasyfikacja FCI
W klasyfikacji FCI rasa ta została zaliczona do grupy II – Pinczery, sznaucery, molosy i szwajcarskie psy do bydła, sekcja 2.2 – Molosy typu górskiego. Nie podlega próbom pracy.